# Cathédrale Santa Maria Assunta de Torcello
Pour les articles homonymes, voir Cathédrale Santa Maria Assunta.
La cathédrale Santa Maria Assunta (en italien : cattedrale di Santa Maria Assunta) est une basilique située à Torcello, une île située au nord de la lagune de Venise, en Italie. Exemple notable d'architecture vénéto-byzantine,,, la cathédrale est l'un des édifices religieux les plus anciens de la Vénétie, datant de 639 sous le règne d'Héraclius.

## Description

### Extérieur
Santa Maria Assunta est le principal édifice de Torcello. Elle est située près de la rive nord de l'île ; Torcello étant très peu peuplée, l'édifice n'est quasiment pas entouré d'autres bâtiments. L'église Santa Fosca et les restes d'un baptistère dédié à saint Jean sont les seuls édifices situés à proximité.
La façade de l'église, très sobre, possède douze pilastres arqués à leur sommet. Elle est précédée d'un narthex. Un portail de marbre est situé en son milieu. La galerie du narthex rejoint et entoure l'église voisine de Santa Fosca.
Le campanile de Santa Maria Assunta se dresse à proximité et est un point de repère caractéristique dans le nord de la lagune de Venise.

### Intérieur
L'intérieur, à une nef et deux bas-côté, est pavé de marbre. Il repose sur des colonnes en marbre grec à chapiteaux corinthiens. Le chœur est séparé de la nef par une iconostase formé dans sa partie supérieure de fines colonnes de marbre à chapiteaux byzantins et, au-dessous, par des bas-reliefs de paons et de lions et une série de scènes sacrées peintes sur panneaux de bois.
Le centre de l'abside héberge l'autel. Il contient les reliques de saint Héliodore. Le mur de l'abside abrite la chaire, surélevée sur une estrade.
L'élément décoratif le plus important de la cathédrale est une série de mosaïques qui couvrent le mur de l'envers de la façade. Elles sont inspirées de prototypes byzantins, dans l'esprit de l'art roman, et racontent l'apothéose du Christ et le Jugement dernier.
Un riche pavement  au sol finalise l'habillement de la cathédrale.

### Histoire
Torcello ou « mère de Venise » est aussi la première zone de peuplement de la lagune vénitienne à partir du VIe siècle. Torcello en devient l'île la plus peuplée et compte 10 000 habitants au Xe siècle. Entre le Ve et le VIIe siècle, à cause d’incursions barbares des Lombards et des Francs, le peuple vénitien en fuite trouve refuge au sein des îles lagunaires. Avant Venise (à l'époque simple hameau de Rivoaltus), Torcello devient le centre le plus peuplé et le plus florissant.
Selon une inscription en latin gravée à gauche du chœur, Santa Maria Assunta est fondée en 639 par Isaac, exarque de Ravenne ; il s'agit du document le plus ancien de l'histoire de Venise :

« In n(omine) d(omini) D(e)i n(ostri) Ih(es)u Xr(isti), imp(erante) d(omi)n(o) n(ostro) Heraclio p(er)p(etuo) Augus(to), an(no) XXVIIII ind(ictione) XIII, facta est eccl(esia) S(anc)t(e) Marie D(e)i Genet(ricis) ex iuss(ione) pio et devoto d(omi)n(o) n(ostro) Isaacio excell(entissimo) ex(ar)c(ho) patricio et D(e)o vol(ente) dedicata pro eius merit(is) et eius exerc(itu). Hec fabr(ica)t(a) est a fundam(entis) per b(ene) meritum Mauricium gloriosum magistro mil(itum) prov(incie) Venetiarum, residentem in hunc locum suum, consecrante s(anc)t(o) et rev(erendissimo) Mauro episc(opo) huius eccl(esie) f(e)l(ici)t(er). »

 (« Au nom de notre divin Seigneur Jésus-Christ, selon l'édit n° 13 de la 29-ème année du règne de notre seigneur le perpétuel Auguste Héraclius, a été réalisée l'église de Sainte Marie la Mère de Dieu, par ordre du pieux et dévoué seigneur, son excellence l'exarque Isaac, volontairement voué à Dieu pour et par ses mérites civils et militaires. Elle a été construite dès ses fondations par le bien méritoire Maurice, glorieux commandant militaire de la province de Venise, résidant en ce lieu ; le saint et très révérend Mauros étant consacré avec succès évêque de cette église ».)
La cathédrale est restaurée à plusieurs reprises, notamment en 864 et 1004. Les mosaïques et les bas-reliefs sont réalisés au XIe siècle, les peintures au XVe siècle.
Touché par la foudre, le campanile perd son sommet en 1640.

### Corpus de mosaïques

#### Abside (XIIesiècle)

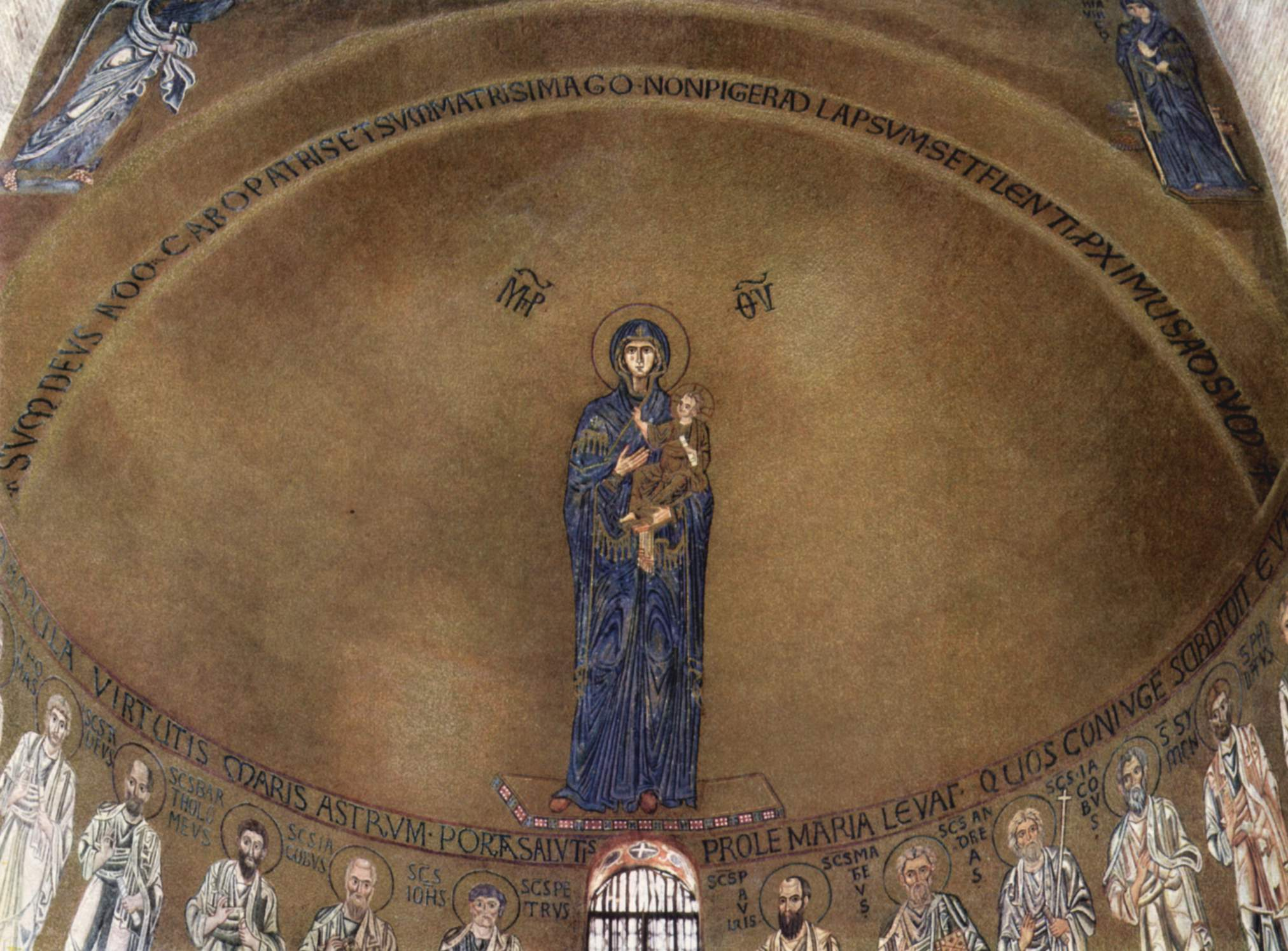
Vierge Hodégétria.

Sur un fond de tesselles dorées se dresse une imposante Vierge Hodeghétria (« Celle qui indique la voie ») ou Théotokos (« Mère de Dieu »), qui domine la procession des apôtres (XIIe siècle) et est représentée selon le modèle byzantin : en majesté, royalement vêtue et hiératique.

#### Absidiole (XIIesiècle)

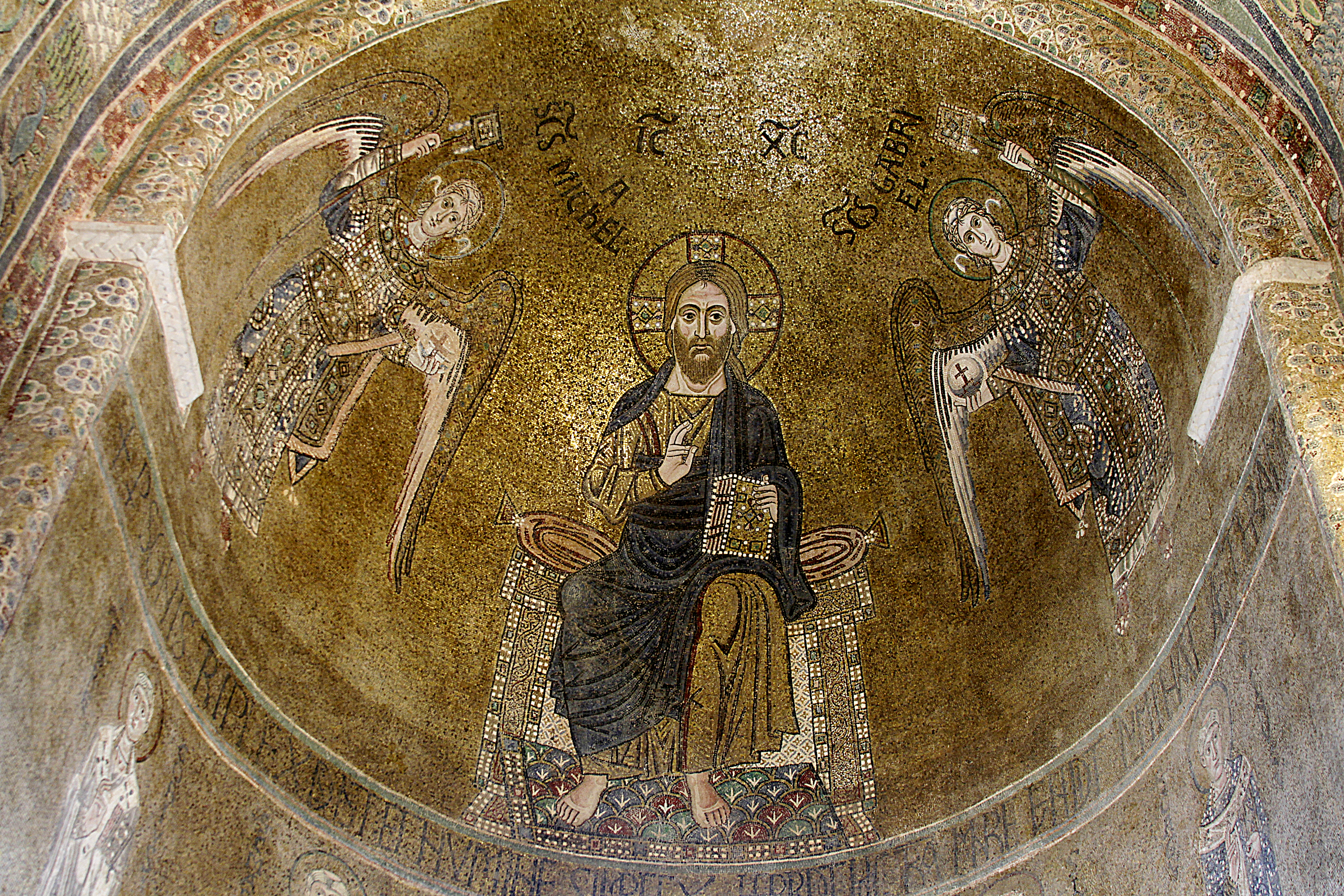
Le Christ en gloire.

L'absidiole est remarquable par son style étonnement géométrique et ses figurations de taille imposante en comparaison aux autres mosaïques de l’église. Elle représente dans un registre inférieur les quatre saints docteurs de l’Église : Ambroise, Augustin, Grégoire le Grand et Martin de Tours. Ces quatre docteurs sont représentés sur un pré fleuri. Ils font un signe de bénédiction de la main droite et tiennent de la main gauche différents objets sacrés. Dans le registre supérieur est représenté un Christ en gloire ou Christus Triumphans, entouré des archanges Michel et Gabriel.
Au sein des voûtains, les quatre fleuves du Paradis sont représentés par des bandes où alternent fleurs et grappes de fruits, et dans lesquelles apparaît tout un bestiaire miniature symbolique (lion, paon, taureau, aigle, et oiseaux au plumage blanc). On peut y voir ici une référence au tétramorphe. Quatre anges soutiennent le clipeus (grand bouclier rond des guerriers antiques), sur lequel se détache l’Agneau mystique sur un fond bleu. Ce motif iconographique évoque selon les historiens d’art la voûte de Saint-Vital à Ravenne (VIe siècle) que le mosaïste de Torcello avait certainement vue et qu’il adapte ici à une plus petite échelle.

L'Agneau mystique soutenu par quatre anges
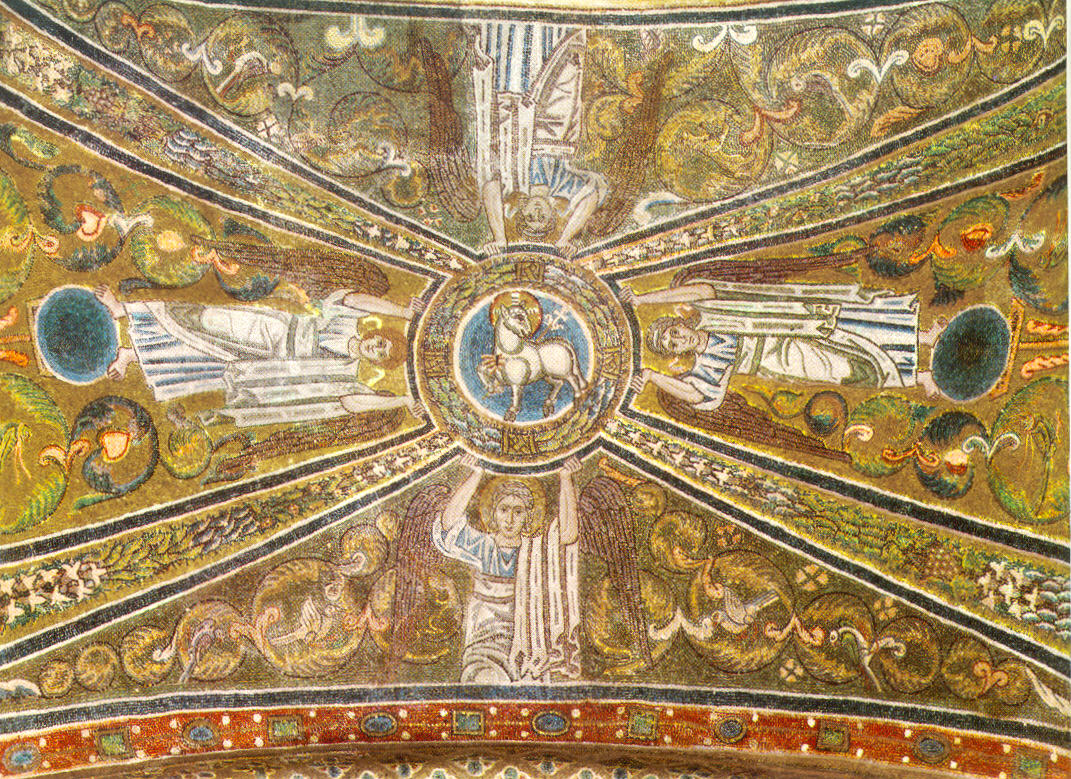
Cathédrale Santa Maria Assunta à Torcello.
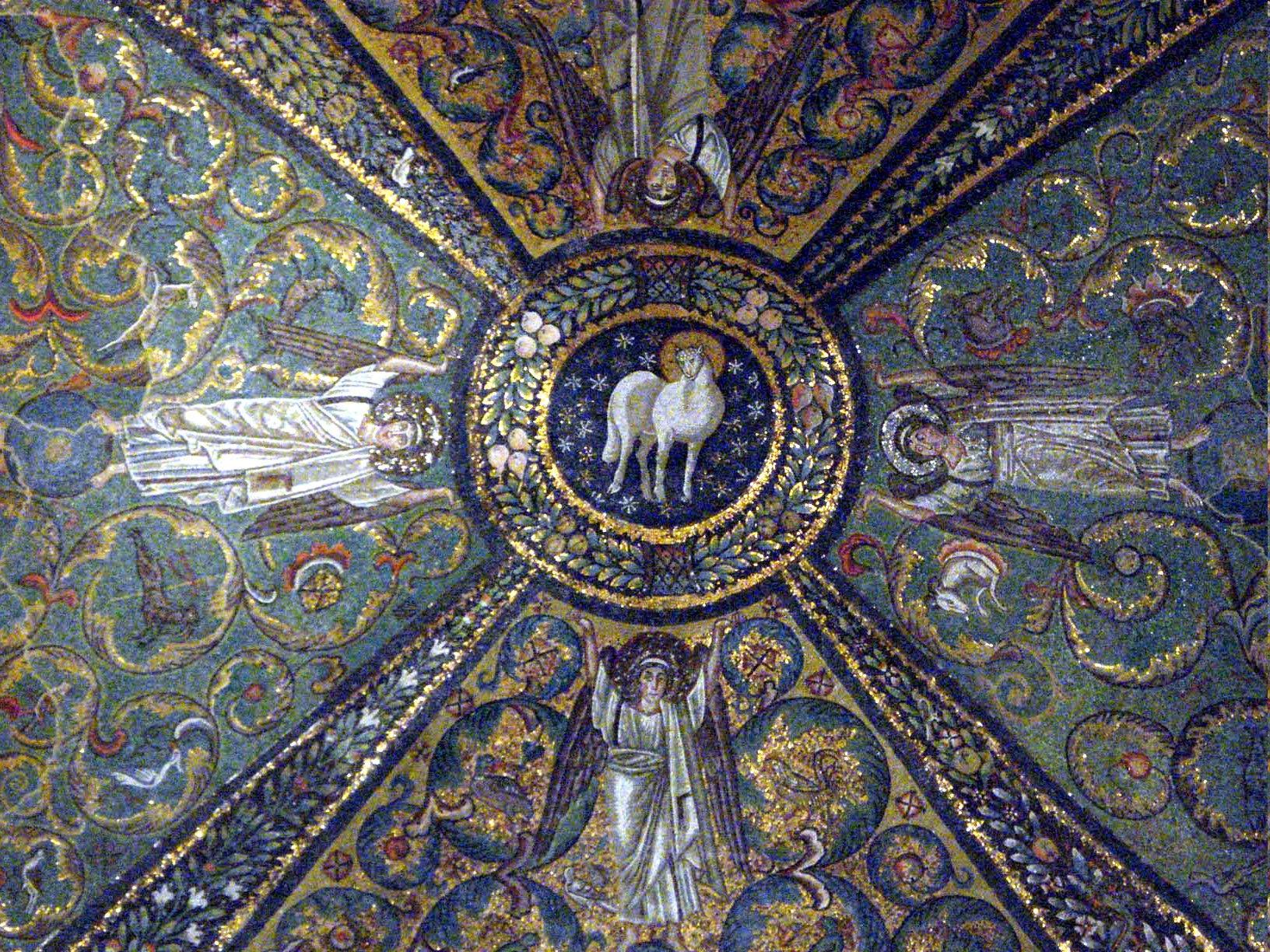
Basilique Saint-Vital à Ravenne.

#### Envers de la façade:Le Jugement dernier(XIeetXIIesiècles)

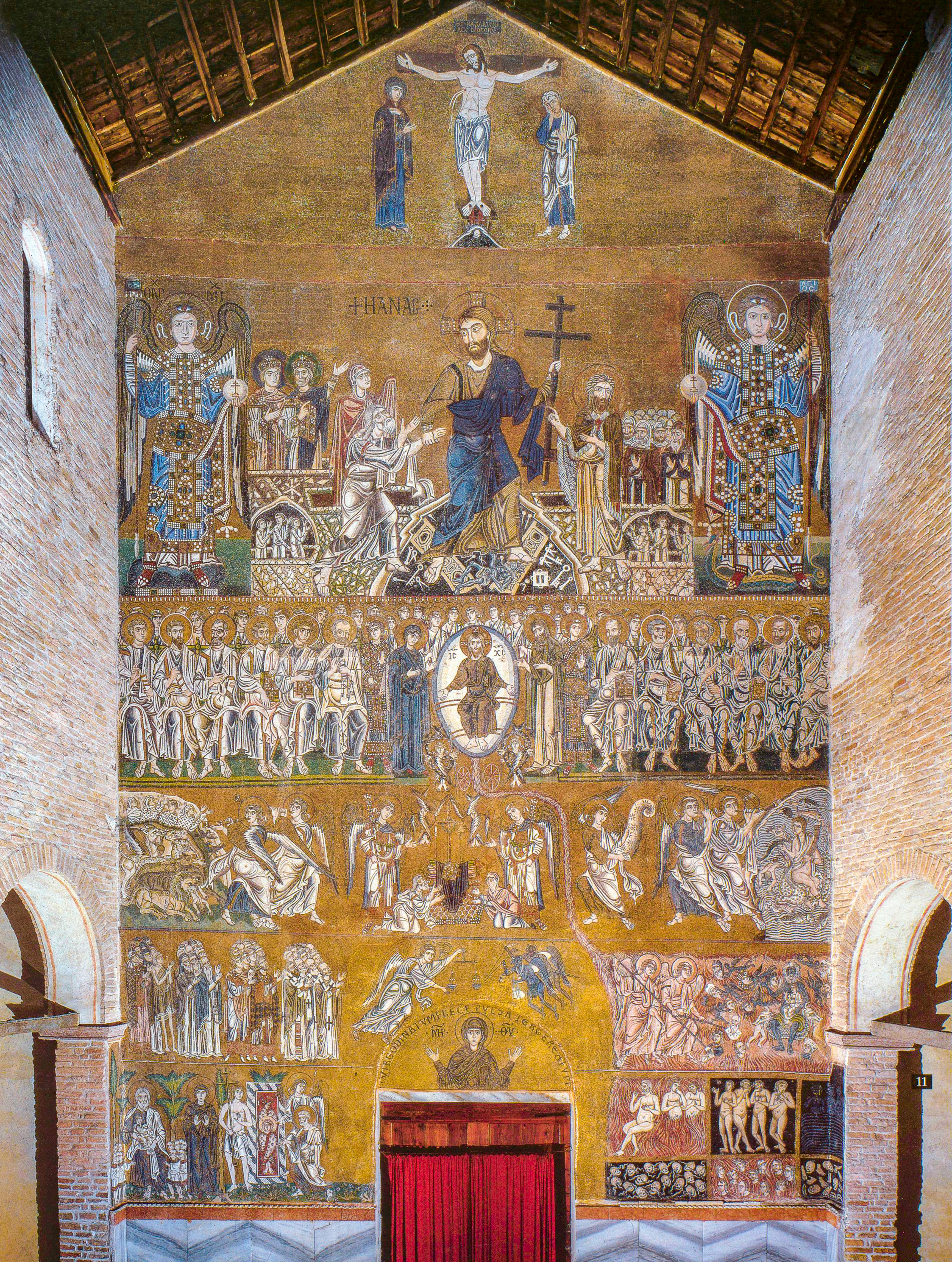
Vue générale du Jugement dernier du.

Cette  mosaïque monumentale illustre le dernier livre du Nouveau Testament : l’Apocalypse selon Jean. Le texte, d'essence prophétique, se présente comme une « révélation de Jésus-Christ » (Ap 1,1). L'artiste pourrait être grec, les vêtements des anges et des bienheureux étant, ainsi que la croix et le sigle, de style grec. Cette fresque pourrait avoir influencé Giotto et Signorelli.
Ce Jugement dernier du XIe – XIIe siècle est articulé en six séquences et se lit de haut en bas, en deux parties. En haut sont représentées la Mort et la Résurrection du Christ (registres 1, 2 et 3). En bas, figure le Jugement lui-même (registres 4, 5 et 6).
Sous la Crucifixion (refaite entièrement au XIXe siècle) est représentée dans le deuxième registre La Descente du Christ aux Enfers, entouré par d’imposants archanges : Michel et Gabriel. Le Christ foule aux pieds Lucifer et tient dans sa main gauche une double croix que désigne Jean Baptiste (ou Moïse), suivi d'un groupe de prophètes. De sa main droite, il aide à se relever un Adam vieilli (ou Abraham) derrière lequel se tient une Ève implorante. À leur gauche se tiennent les deux rois David et Salomon, tandis que dans des grottes, les âmes des enfants attendent d’être libérées des limbes.
Plus bas, le troisième registre est occupé par le Christ Juge au cœur d’une mandorle d’où descend un fleuve de feu qui alimente le monde des morts. Le Christ écarte les mains pour montrer les plaies de la Passion à la Vierge et à Jean Baptiste (ou Joseph), qui intercèdent pour l’humanité ; à ses côtés sont assis les apôtres devant une foule d’anges en toile de fond.
Dans le quatrième registre, domine le triomphe de la Croix avec les symboles de la Passion : la lance, l’éponge, la couronne d’épines, le livre de la Justice posé sur le trône du Jugement gardé par des archanges. Quatre anges séraphins, dont deux dépourvus de corps à la manière orientale ; les encadrent  Adam et Ève (ou Marie et Joseph) agenouillés implorent le pardon au nom de tous les peuples. De part et d’autre, des défunts reviennent à la vie, appelés par le son des trompettes angéliques (« Et les sept anges qui avaient les sept trompettes se préparèrent à en sonner. » Ap. (8,6)), tandis qu’un ange tient enroulé sur lui-même le ciel étoilé. La terre est symbolisée à gauche par une caverne d'où sortent des squelettes d'hommes, tandis que, à droite, des monstres marins régurgitent les hommes qu'ils ont dévorés.
La scène suivante dans le cinquième registre illustre la pesée des âmes avec saint Michel face à deux démons tentateurs, l'un portant une bourse pleine d'or et l'autre entraînant une femme nue. À gauche, derrière l'archange, est accordé le Salut à des martyrs, des évêques, des élus et des bienheureux, tandis qu'à droite le châtiment est infligé aux damnés.
En dessous encore, le Paradis est représenté à gauche, avec les deux arbres de la Science du Bien et du Mal. Dans la partie droite sont représentées les peines correspondant aux sept péchés capitaux. Les orgueilleux tourmentés par des démons comptent des monarques et des évêques. Les luxurieux voient le riche Épulon (nom traditionnel donné en italien à l'homme riche de la parabole de Luc 16:19) quémandant de l'eau. Les gourmands se mordent les mains. Les pécheurs mus par la colère sont plongés dans l’eau glacée pour calmer leur ire. Le crâne des envieux est rongé par les vers. Les avares ont la tête couverte de bijoux. Enfin, les paresseux sont représentés par des crânes et ossements épars. Dans la représentation des damnés, la recherche d’un caractère narratif plus naturaliste, intensément expressif, est manifestement radicalement vénitienne.

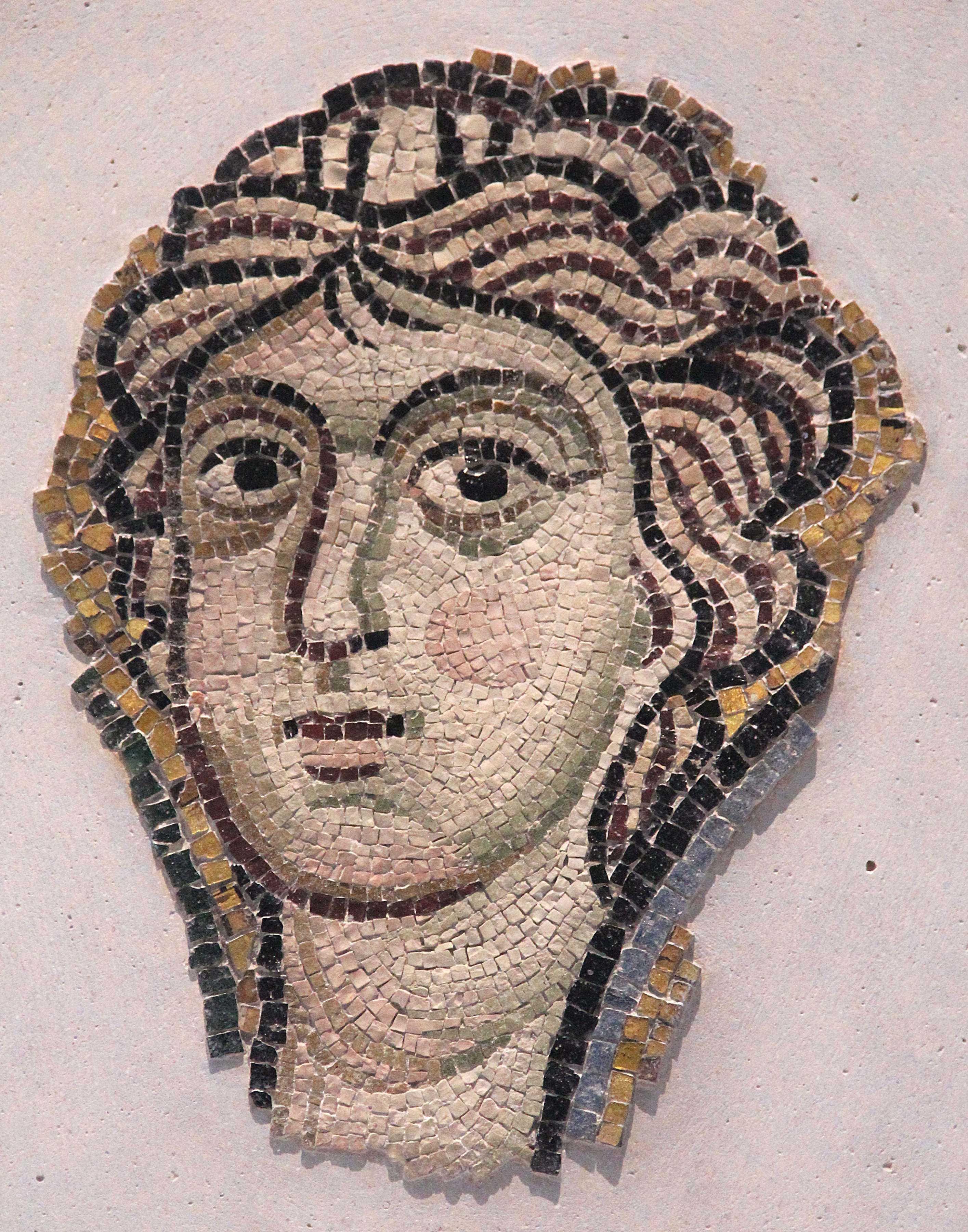
Tête d'ange du Jugement dernier (conservée au musée du Louvre).
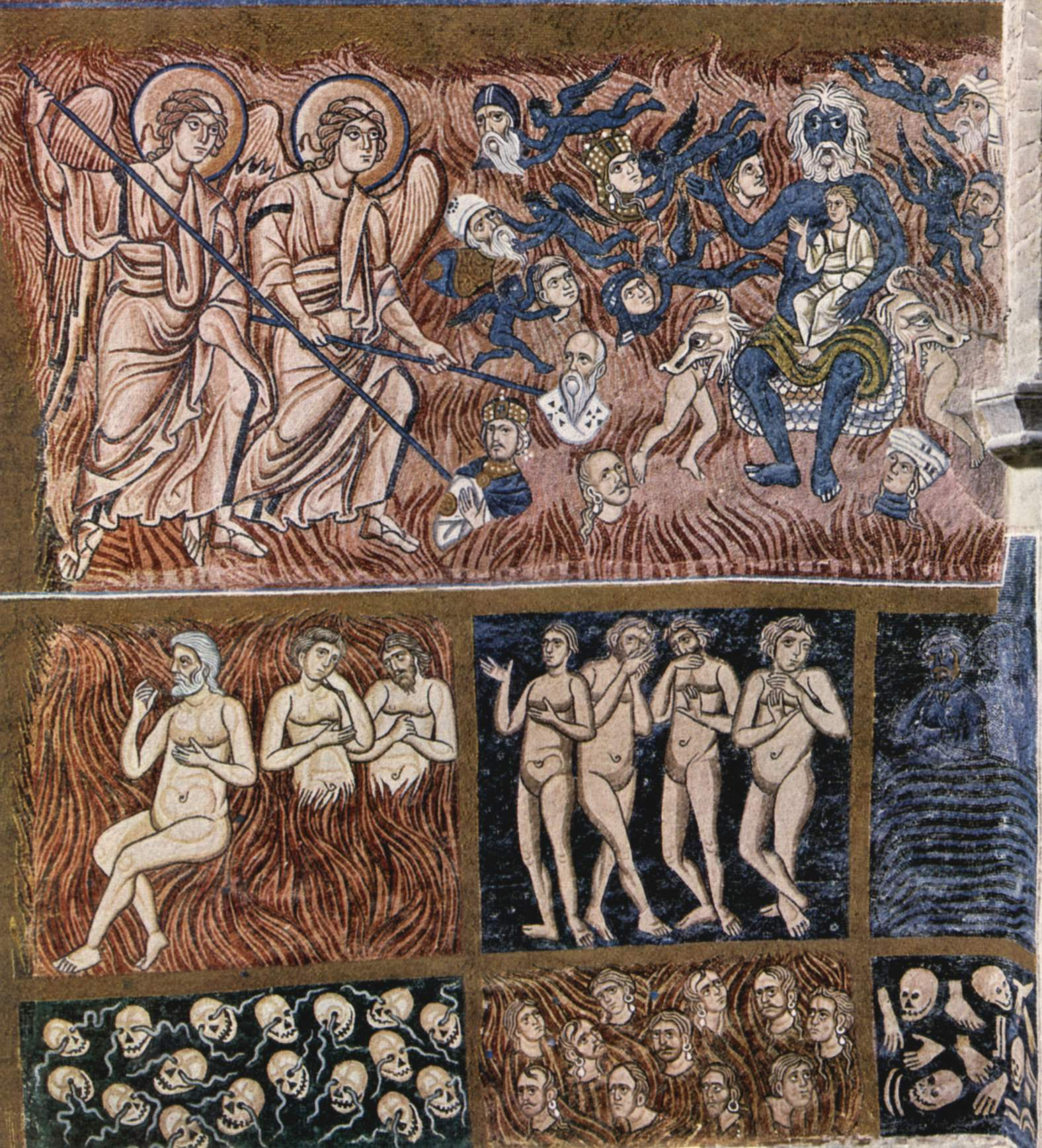
Le châtiment des damnés.

#### Pavement
Le sol présente des motifs complexes. Des cercles qui s’entrelacent, des lignes courbes des rinceaux, des formes géométriques en losange, triangle, rectangle, cercle et carré. Les tons sont principalement nacrés et en marbre blanc, rouge, vert ou jaune aux motifs naturels aléatoires. Ce pavement en mosaïque est à l’image des représentations iconographiques : complexe et lié par les formes. On peut observer le même type de pavement en mosaïque dans l’église Santi Maria e Donato à Murano, où les motifs de pavement sont fortement similaires mais davantage complexes et détaillés.

#### Restaurations
Les mosaïques furent restaurées à plusieurs reprises au cours du XIXe siècle. Certaines têtes jugées trop endommagées ont dû être remplacées. L'une d'elles, qui se voyait sur le mur ouest du revers de la façade représentant Le Jugement dernier, a été offerte au musée du Louvre en 1892 par Édouard Gerspach.

### Épigraphie
L'abside centrale possède deux principales inscriptions.
Sur le bandeau supérieur, on peut lire « Sum Deus atque caro Patris et sum Matris imago non piger ad lapsum set flenti proximus sum / Je suis Dieu et homme, image du Père et de la Mère, du coupable je ne suis pas loin, mais du repenti je suis proche. »
Sur le bandeau inférieur : « Formula virtutis, maris astrum, porta salutis, prole, maria levat, quos coniuge subdidit Eva. / Formule de vertu, astre de la mer, porte de Salut, Marie libère avec son fils ceux qu'avec son époux, Ève conduisit au péché. »
L'absidiole : 

« Personis triplex Deus, est et Numine simplex. Berdidat hic teram, mare fundit, luminat aethram / Dieu est triple quant aux personnes, mais Un quant à l'Essence. Il recouvre la terre d'herbe, il étend la mer et illumine le ciel . »

Le Jugement dernier :
Au dernier registre au niveau de la vierge orante : « Virgo divinum natum prece pulsa, terge reatum. / Ô Vierge, prie le divin Né, purifie du péché. »

## Galerie

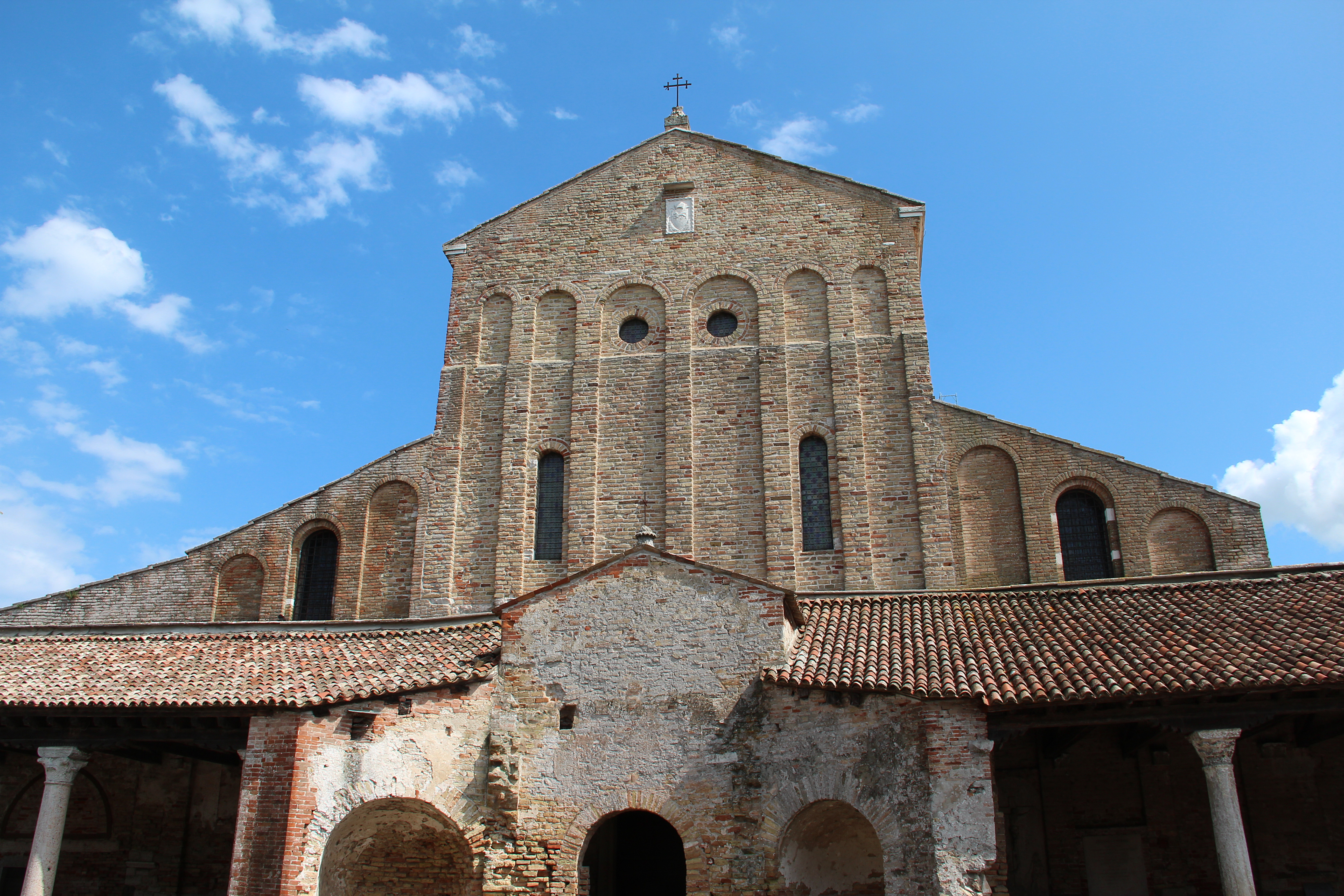
La façade ouest.
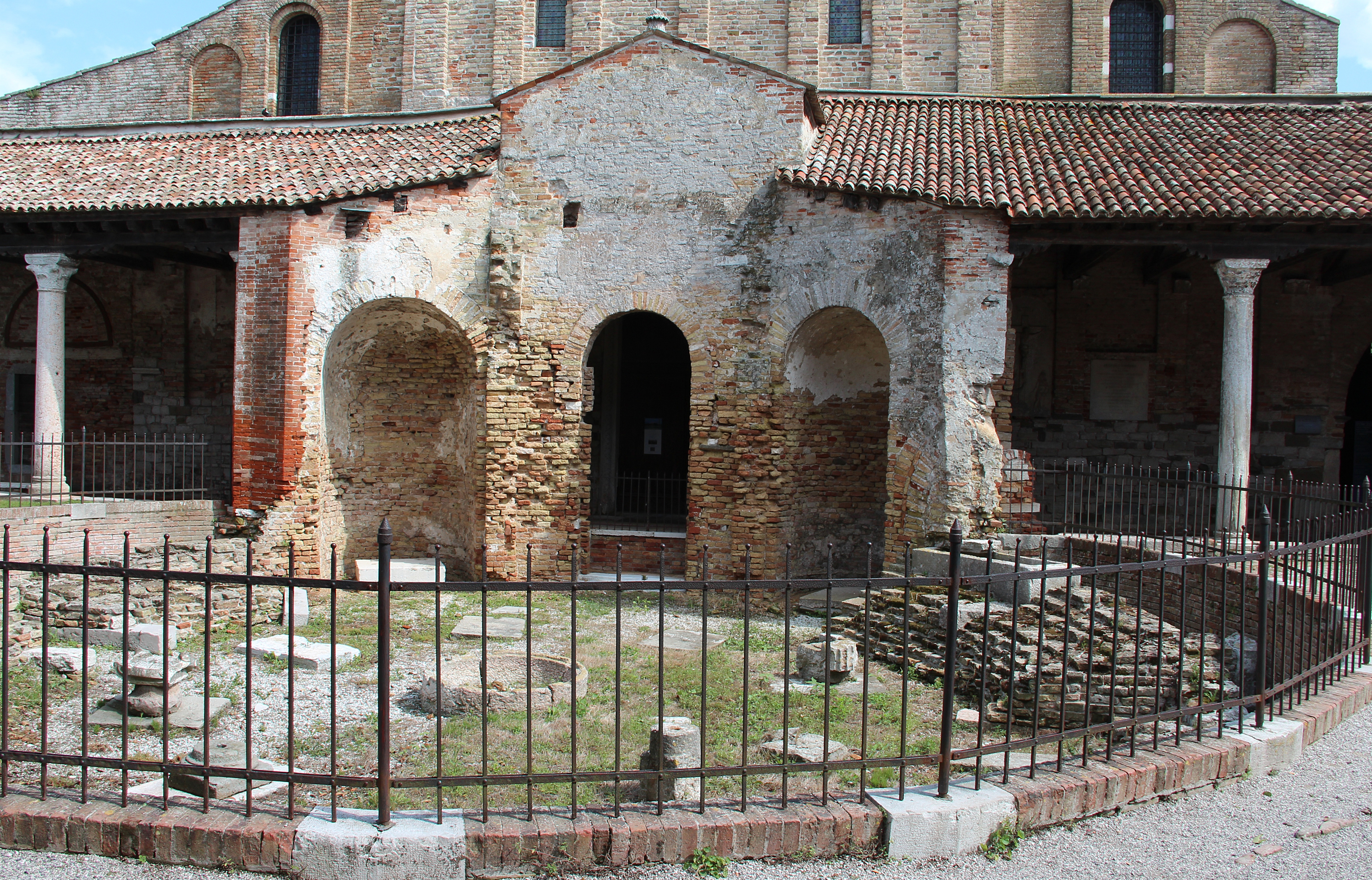
Le narthex.
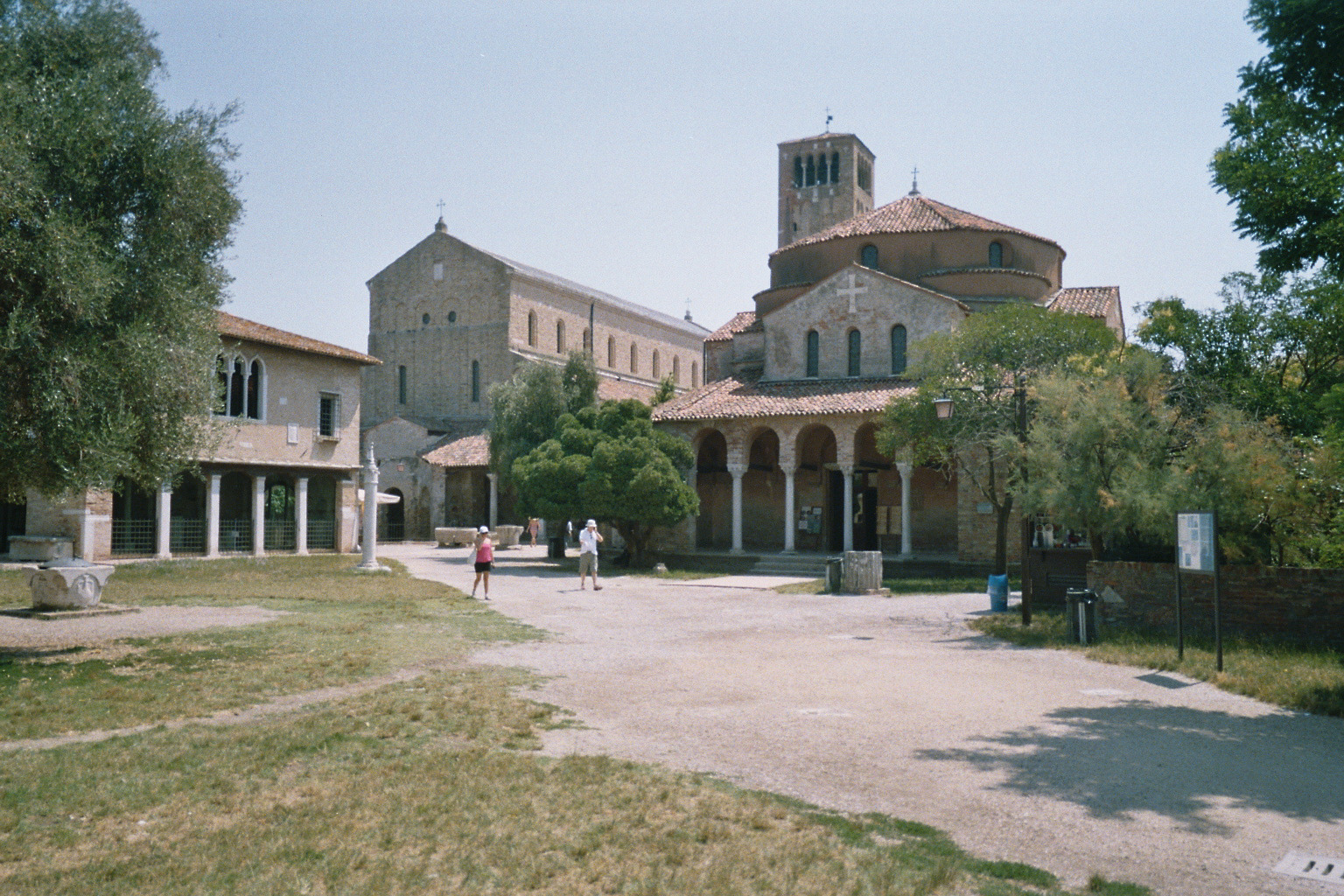
La cathédrale Santa Maria Assunta (à gauche, au fond) et de l'église Santa Fosca (à droite).

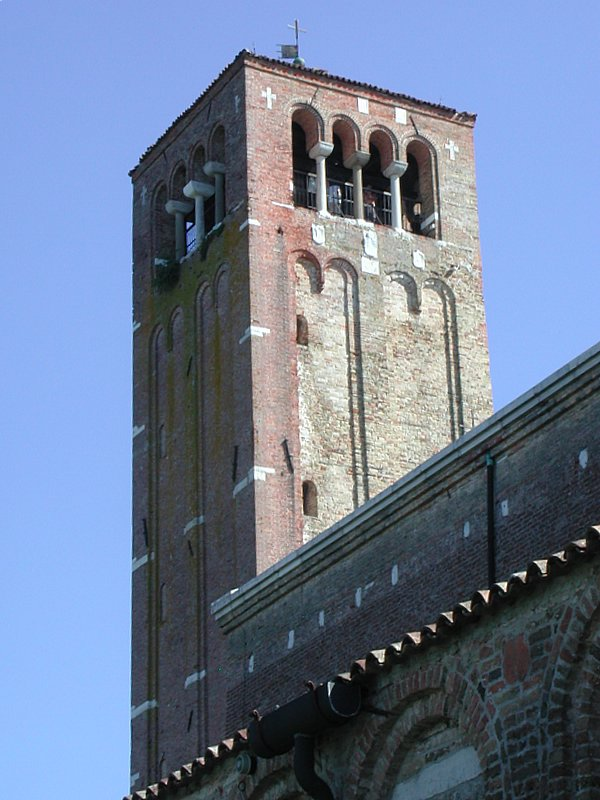
Le campanile.
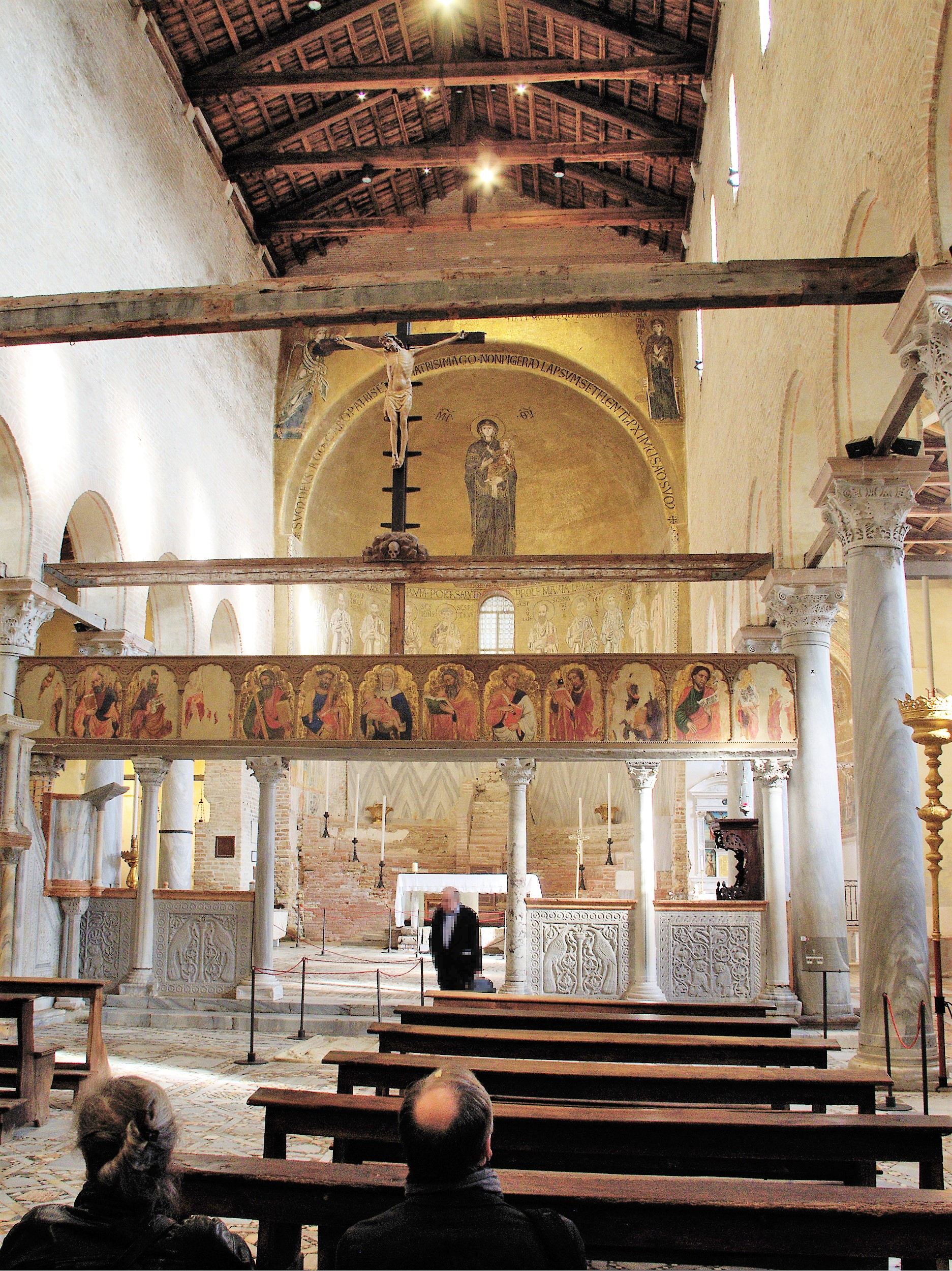
Vue depuis le vaisseau central vers l'abside : mosaïques des apôtres, XIIe siècle, de la Vierge et l'Enfant, XIIIe siècle. Au premier plan : Iconostase, peintures - tempera et or sur bois - du XVe siècle.
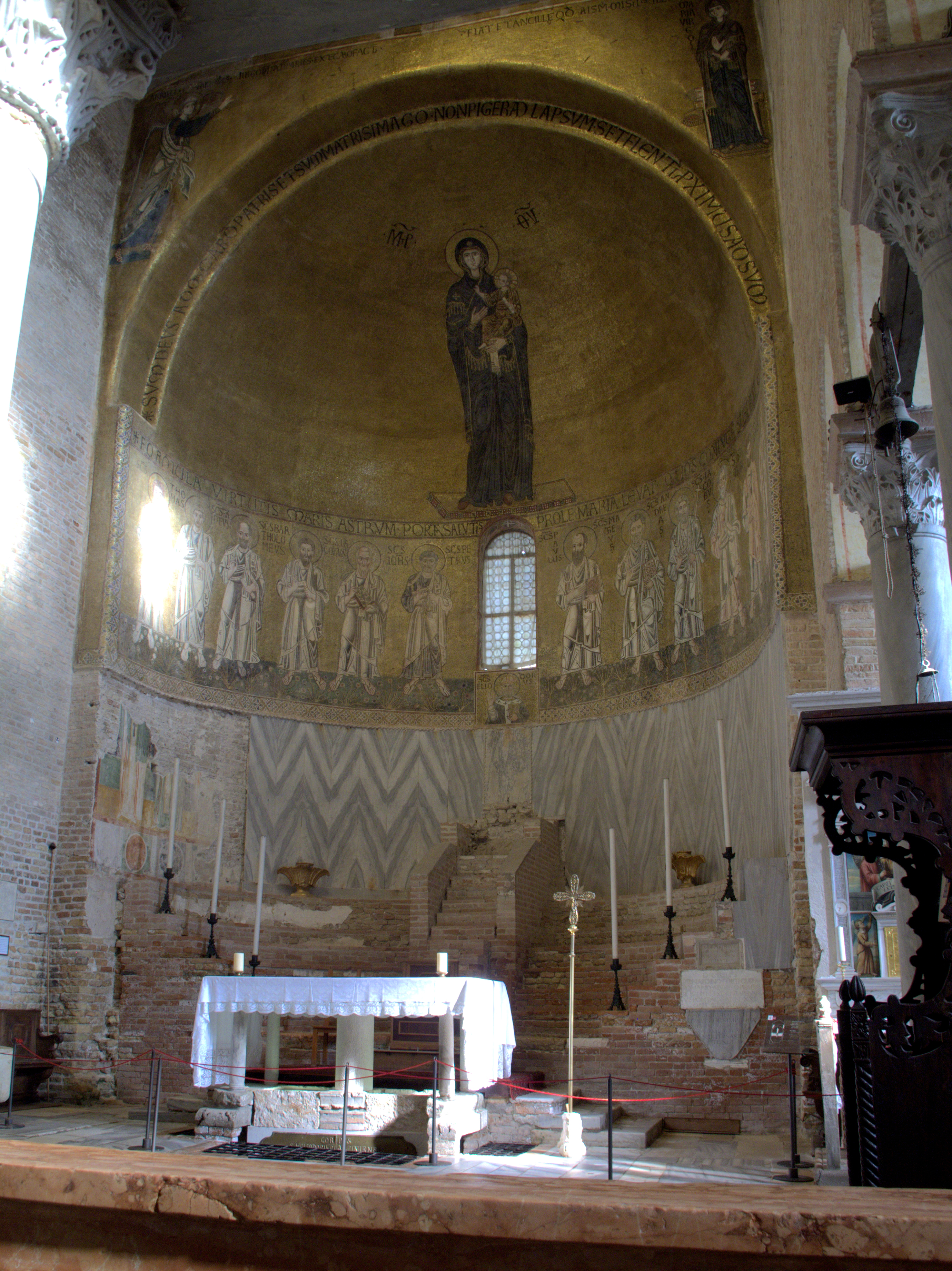
La Vierge et l'Enfant, XIIIe siècle, les douze apôtres, XIIe siècle : mosaïques de l'abside. Deux gradins et siège de l'évêque, VIIe siècle, marqueterie de marbre.
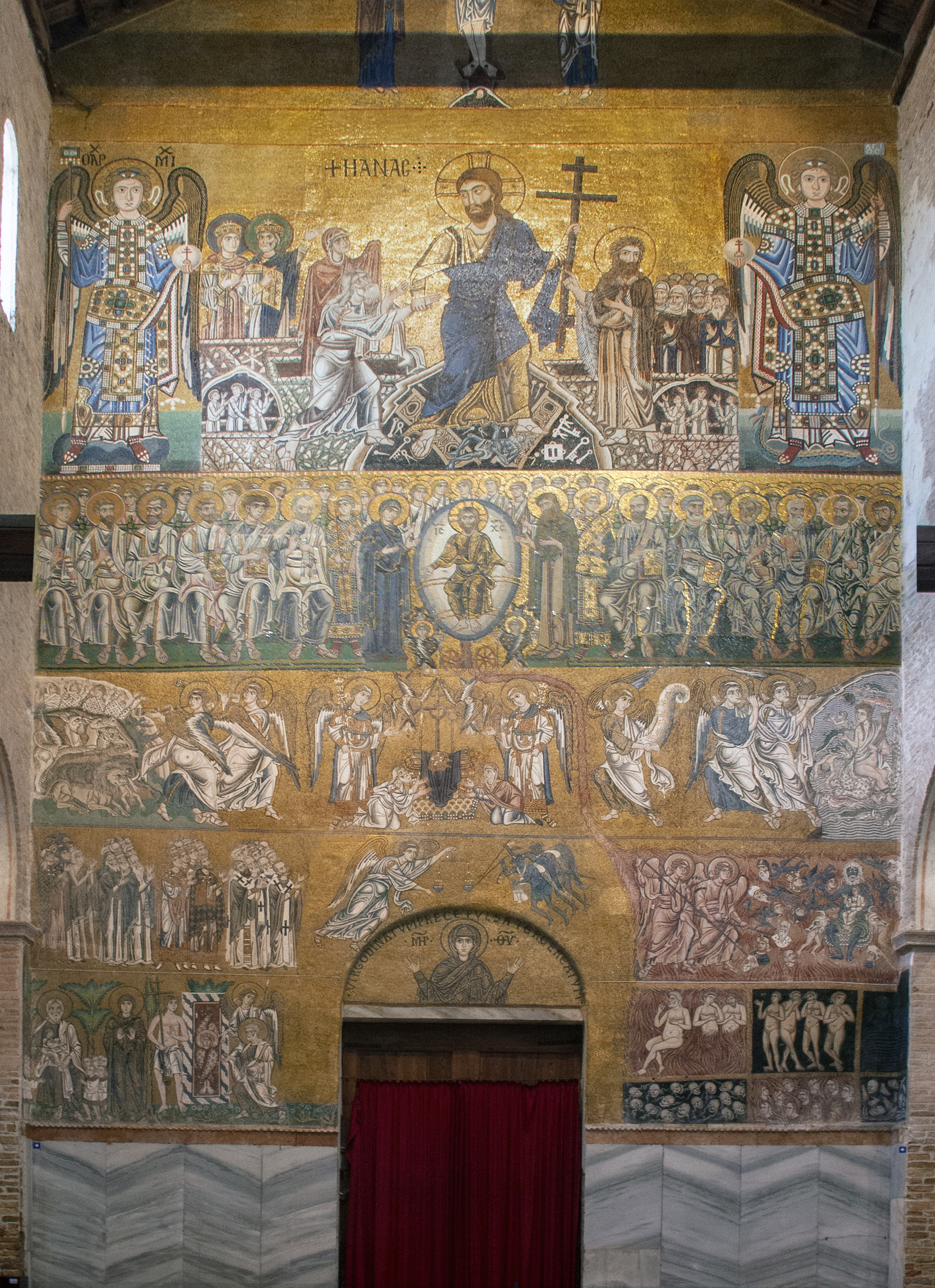
Mur Ouest : mosaïques du Jugement dernier. En haut : Christ entre la Vierge et saint Jean (déisis) ; la descente aux limbes : XIIIe siècle. Christ en gloire avec la Vierge, saint Jean Baptiste, les apôtres, des saints et des anges ; la préparation du Jugement dernier avec le trône vide (hétimasie) et entre deux scènes de résurrection ; les élus et les damnés : XIIe siècle.

## La cathédrale et la littérature
C’est à Torcello, dans les environs de la cathédrale, qu’Ernest Hemingway écrivit son roman Across the River and into the Trees en 1950, publié en français sous le titre Au-delà du fleuve et sous les arbres. La cathédrale de Torcello est aussi le cadre du roman d'Emmanuel Cruvelier, Notre Dame de Torcello.